# Liste der Baudenkmäler in Augsburg-Pfersee-Süd
In der Liste der Baudenkmäler in Pfersee-Süd sind die Baudenkmäler im Augsburger Stadtbezirk Pfersee-Süd im
Planungsraum Pfersee
(VIII)
aufgelistet. Zu diesen Baudenkmälern gibt es auch eine Bildersammlung.
Diese Liste ist eine Teilliste der Liste der Baudenkmäler in Augsburg. Grundlage der Liste ist die Bayerische Denkmalliste, die auf Basis des bayerischen Denkmalschutzgesetzes vom 1. Oktober 1973 erstmals erstellt wurde und seither durch das Bayerische Landesamt für Denkmalpflege geführt und aktualisiert wird. Die folgenden Angaben ersetzen nicht die rechtsverbindliche Auskunft der Denkmalschutzbehörde.

## Einzelbauwerke
| Lage                                                                               | Objekt                                                     | Beschreibung | Akten-Nr.                | Bild                       |
| ---------------------------------------------------------------------------------- | ---------------------------------------------------------- | --- | ------------------------ | -------------------------- |
| Adalbert-Stifter-Straße 23, Leitershofer Straße 140, bzw. Pröllstraße 2 (Standort) | Ehemaliges Offizierskasino der ehemaligen Sheridan-Kaserne | Bestehend aus zwei parallel zueinander stehenden ein- bzw. zweigeschossigen Walmdachbauten, durch einen niedrigen Flügel mit überdachtem Eingangsbereich verbundenen, 1938 mit Terrasse und Brunnen, gleichzeitig | D-7-61-000-1257 Wikidata | weitere Bilder             |
| Augsburger Straße 23 a (Standort)                                                  | Katholische Kirche Herz-Jesu                               | Dreischiffige Basilika mit Querhaus, eingezogenem Chorschluss, Laterne über der Vierung und westlichem Turm mit Glockendach, Jugendstil, von Michael Kurz, 1907/08, mit Ausstattung | D-7-61-000-108 Wikidata  | weitere Bilder             |
| Franz-Kobinger-Straße 2 (Standort)                                                 | Katholisches Pfarrhaus Herz-Jesu                           | Zweigeschossiger Mansardwalmdachbau mit breitem Schweifgiebel, Neubarock, um 1910 Garteneinfriedung, gleichzeitig | D-7-61-000-1252 Wikidata | weitere Bilder             |
| Franz-Kobinger-Straße 3 (Standort)                                                 | Ehemaliges Postamtsgebäude                                 | Dreigeschossiger traufständiger Satteldachbau mit Treppengiebeln, Eingangsvorbau, umlaufenden Gurtprofilen und Klinkersockel, von Thomas Wechs, 1925 | D-7-61-000-237 Wikidata  | Ehemaliges Postamtsgebäude |
| Fröbelstraße 1, Leitershofer Straße 6 (Standort)                                   | Evang.-Luth. Gemeindezentrum St. Paul                      | über asymmetrischem Grundriss aufgeführter Gruppenbau; Pfarrkirche, trapezoider, zweischiffiger Satteldachbau in Ecklage, teils verputztes Ziegelmauerwerk, weitgehend geschlossene Mauerpartien neben großflächigem Lamellenfenster, giebelseitige Rundfenster, campanileartiger, rechteckiger Glockenturm an der östlichen Traufseite; mit Ausstattung; nordwestlich angeschlossenes Pfarrhaus, zweigeschossiger, verputzter Massivbau mit Schleppdach; südöstlich einbezogener Gemeindehausanbau mit straßenseitigem Pultdachanbau und traufseitigem Glockendachreiter; im Stil der Nachkriegsmoderne, von Gustav Gsaenger, 1962–64 | D-7-61-000-1947          | weitere Bilder             |
| Hans-Adlhoch-Straße 34 (Standort)                                                  | Schulhaus                                                  | Dreigeschossiger, langgestreckter Satteldachbau mit im rechten Winkel dazu stehendem zweigeschossigem Turnhallen- und Musiksaalflügel, zwei Treppenhaustürmen, Volutengiebeln und beidseitigen Zwerchhausreihen, Neubarock, bez. 1914–1916 Einfriedung, mit Brunnen an der nordöstlichen Ecke und Pavillon an der südwestlichen Ecke, gleichzeitig | D-7-61-000-357 Wikidata  | weitere Bilder             |
| Körnerstraße 11, 13 (Standort)                                                     | Mietshaus                                                  | Dreigeschossiger Walmdachbau mit asymmetrischer Gliederung durch Giebel, Flacherker und Loggien, Fassade mit Stuckdekor, um 1905 | D-7-61-000-574 Wikidata  | weitere Bilder             |
| Lutzstraße 8 (Standort)                                                            | Wohnhaus                                                   | Zweigeschossiger, villenartiger Neubarockbau mit Mansarddach, übergiebeltem Bodenerker, turmartigem Eckaufbau und Putzdekor, um 1900 Garteneinfriedung, gleichzeitig | D-7-61-000-629 Wikidata  | weitere Bilder             |
| Lutzstraße 12 (Standort)                                                           | Wohnhaus                                                   | Zweigeschossiger, villenartiger Walmdachbau mit Flacherkern, strenger Fassadengliederung und zum Teil farbigen Glasfenstern, bezeichnet „1908“ | D-7-61-000-630 Wikidata  | Wohnhaus                   |
| Nähe Körnerstraße (Standort)                                                       | Transformatorenhaus                                        | Oktogonaler Bau mit Zeltdach, 1920/30 | D-7-61-000-1454 Wikidata | Transformatorenhaus        |
| Nähe Mietek-Pemper-Weg (Standort)                                                  | Kapelle der ehemaligen Sheridan-Kaserne                    | Saalbau mit halbrundem Chor, flachem Satteldach und Giebeltürmchen, über Kellersockel, um 1952 | D-7-61-000-1973          | weitere Bilder             |